# Autocargador

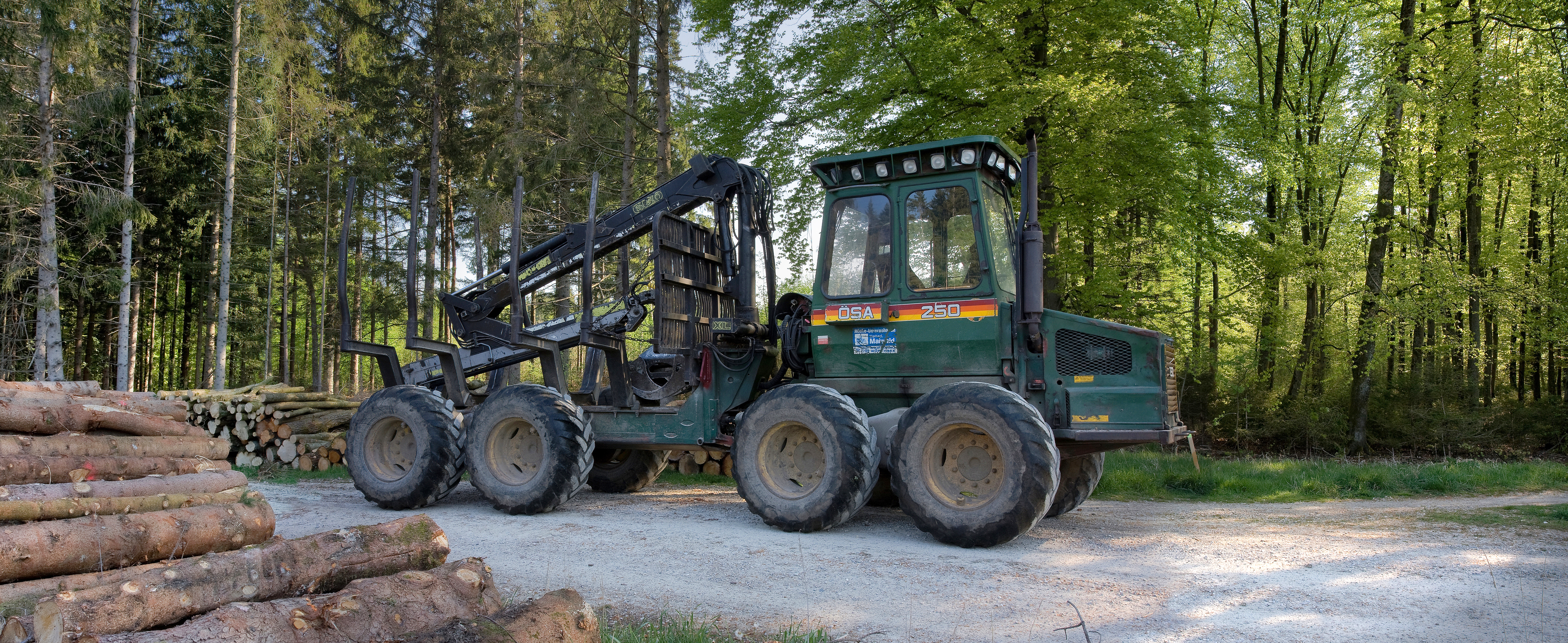
Autocargador Ösa 250.

Un autocargador es un vehículo destinado principalmente a la explotación forestal, consistente en un tractor con una grúa y una caja o remolque donde almacenar la carga.
La misión de estos vehículos es el transporte de madera de las zonas de la tala hasta los almacenes o aserraderos debido a que son capaces de moverse por estrechas pistas en mal estado.
Los autocargadores pueden ser maquinaria agraria adaptada a un uso forestal o pueden estar diseñados desde un inicio para esta tarea. Estos últimos normalmente no tienen remolque sino que la zona de carga esta en el mismo chasis que la cabina. Aunque normalmente tienen ruedas existen modelos con cadenas semioruga (como los tanques).
La mayoría de las marcas que fabrican este tipo de vehículos son nórdicas (Valmet, Ponsse (Finlandia) y ROTTNE(Suecia)) y norteamericanas (Caterpillar y John Deere). Aunque también se fabrican en Argentina (Zanello), España (Dingo) y otros países.
- Datos: Q616007
- Multimedia: Forwarders / Q616007